# Echte Hüpfmäuse
Die Echten Hüpfmäuse (Zapus) werden auch Feldhüpfmäuse genannt. Sie leben in Nordamerika und bevorzugen feuchtere Lebensräume. Sie sind nachtaktiv und können sehr gut klettern und schwimmen. Ausschließlich auf den Hinterbeinen hüpfen sie nur, wenn sie auf der Flucht sind, ansonsten gehen sie auf allen vieren. Wenn sie hüpfen, erreichen sie Sprungweiten von über 2 m. Ihre Nester bauen sie im Sommer im Gras oder am Fuß von Bäumen und verwenden dazu Gras und Blätter. Im Winter werden die Nester auf Hügel oder Erdwällen gebaut oder sie graben sich einen Bau. Die Nahrung besteht aus Samen, Früchten und Kleintieren. Für den langen Winterschlaf legen die Feldhüpfmäuse ein Fettdepot an der Schwanzwurzel an. Zwei- bis dreimal bringt das Weibchen nach einer Tragzeit von ca. 18 Tagen 4 bis 5 Junge zur Welt.

## Arten
- Wiesenhüpfmaus (Zapus hudsonius)
- Westliche Hüpfmaus (Zapus princeps)
- Pazifik-Hüpfmaus (Zapus trinotatus)

Die Wiesenhüpfmaus (Zapus hudsonius) ist am weitesten verbreitet. Sie erreicht eine Kopf-Rumpf-Länge von 7 bis 8 cm und eine Schwanzlänge von 10 bis 15 cm.